# Jean-Noël Ferrari
Pour les articles homonymes, voir Jean Ferrari.
Jean-Noël Ferrari, né le 7 septembre 1974 à Nice, est un escrimeur français, pratiquant le fleuret.

## Biographie
- Ancien escrimeur de haut-niveau, il est aujourd'hui maître d'armes au club de l'OGC Nice Escrime.

## Club
- OGC Nice Escrime

## Palmarès

### Jeux olympiques d'été
- Jeux olympiques de 2004 à Athènes,  Grèce
  - 5e place par équipe
- Jeux olympiques de 2000 à Sydney,  Australie
  - 4e place en individuel
  -  Champion Olympique au fleuret par équipe

### Championnats du monde d'escrime
- Champion du monde au fleuret par équipe en 1999 à Séoul,  Corée du Sud.
- Champion du monde au fleuret par équipe en 2001 à Nîmes,  France.
- Médaille d'argent au fleuret par équipe en 1998 à La Chaux-de-Fond,  Suisse.
- Médaille d'argent au fleuret par équipe en 2002 à Lisbonne,  Portugal.

### Championnats d'Europe d'escrime
- Champion d'Europe au fleuret par équipe en 2003 à Bourges,  France.
- Médaille de bronze au fleuret individuel en 1997 à Gdańsk,  Pologne.
- Médaille de bronze au fleuret individuel en 2003 à Bourges,  France.

### Championnats de France d'escrime
- Champion de France au fleuret individuel en 1998.
- Champion de France au fleuret individuel en 2000.
- Vice-Champion de France au fleuret individuel en 2001.
- Vice-Champion de France au fleuret individuel en 2002.
- Médaille de bronze au fleuret par équipes en 1999.
- Médaille de bronze au fleuret individuel en 2005.